# Via Merulana

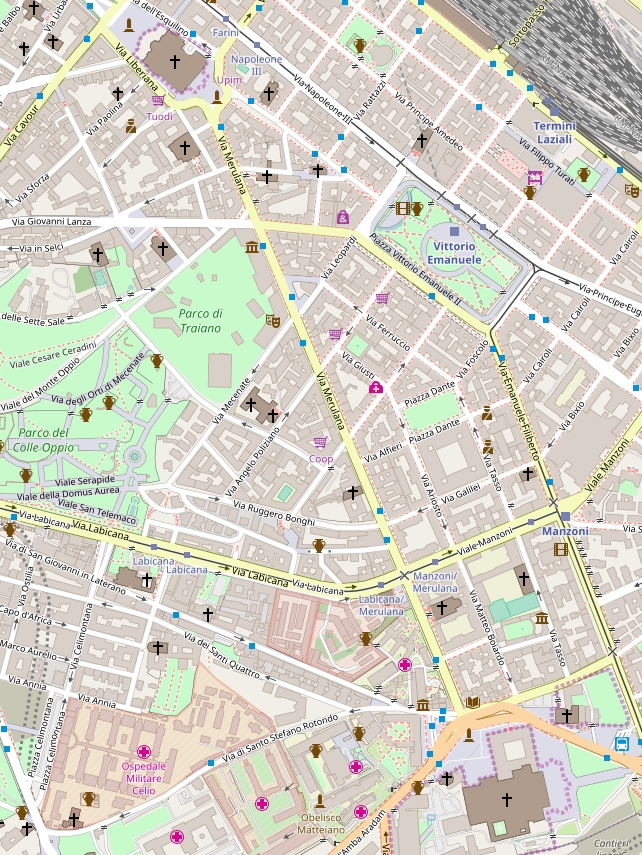
Via Merulana på en karta från år 2018.

Via Merulana är en gata i Rione Monti och Rione Esquilino i Rom, vilken löper från Piazza di Santa Maria Maggiore till Piazza di San Giovanni in Laterano, det vill säga mellan basilikorna Santa Maria Maggiore och San Giovanni in Laterano. Gatan är bland annat känd genom Carlo Emilio Gaddas roman Quer pasticciaccio brutto de via Merulana.
Gatan är uppkallad efter familjen Meruli, som under antiken innehade egendomen Domus Meruli i området.

## Beskrivning
Dagens Via Merulana härstammar från den processionsväg som påve Gregorius XIII (1572–1585) lät anlägga inför Jubelåret 1575; den förlängdes av hans efterträdare Sixtus V (1585–1590). Under 1700-talet började det att uppföras förortsvillor i anslutning till gatan; den sista var Villa Wolkonsky, vilken byggdes för författaren och salongsvärden Zinaida Volkonskaja omkring 1830. Villa Wolkonsky var den enda villa vid Via Merulana som undgick rivning i samband med de omstruktureringar av Roms stads- och gatunät, som genomfördes under kung Umberto I.

## Kyrkobyggnader
Vid Via Merulana är en rad kyrkobyggnader belägna. Sant'Alfonso all'Esquilino uppfördes 1855–1859 i nygotisk stil efter ritningar av den brittiske arkitekten George J. Wigley. I kyrkan, som är helgad åt Alfonso dei Liguori, vördas den undergörande ikonen Nostra Madre del Perpetuo Soccorso, utförd av den kretensiska skolan på 1300-talet. Tidigare hystes ikonen i kyrkan San Matteo in Merulana, vilken revs 1810. Denna kyrka härstammade från 300-talet och restaurerades av kardinal Decio Azzolino under Sixtus V. Nästa kyrka är Sant'Anna al Laterano, helgad åt Jungfru Marias mor Anna och uppförd i nyrenässansstil år 1885. Kyrkan innehas av Figlie di Sant'Anna, en kongregation grundad av den saliga Anna Rosa Gattorno år 1866.
Titelkyrkan Santi Marcellino e Pietro, helgad åt martyrerna Marcellinus och Petrus, uppfördes av påve Siricius på 300-talet, men har genom seklen genomgått ett flertal restaureringar och renoveringar. En genomgripande ombyggnad ägde rum 1750–1751 under påve Benedikt XIV; arkitekten Girolamo Theodoli ritade exteriören i barocchetto-stil. Snett emot är basilikan Sant'Antonio da Padova belägen. Den är helgad åt Antonius av Padua och uppfördes åren 1884–1888 efter ritningar av Luca Carimini. Portiken med fem rundbågar är ritad i nyrenässansstil; Carimini lät sig inspireras av Antonio di Sangallos arkitektoniska formspråk.

### Profana byggnader
Luca Carimini har även ritat Palazzo Brancaccio (1886–1912) åt den amerikanska societetskvinnan Mary Elizabeth Field (1846–1907), gift med furste Salvatore Brancaccio. En del av detta palats inrymmer sedan 1957 Museo Nazionale d'Arte Orientale, vilket bland annat hyser konstobjekt som insamlats av orientalisten och upptäcktsresanden Giuseppe Tucci på resor i Nepal, Tibet och Ladakh under 1930- och 1940-talet.
Den romerske politikern Maecenas lät på 40- och 30-talet f.Kr. uppföra en vidsträckt villa på Esquilinen; i denna ingick även det så kallade Maecenas auditorium, uppfört i opus reticulatum. Byggnaden utgörs av en rektangulär hall med en halvrund absid på västra kortsidan. I interiören finns fragment av målningar från första århundradet efter Kristus.
Sjukhuset Ospedale del Salvatore, mera känt under namnet Ospedale di San Giovanni, grundades år 1348. Huskroppen vid Piazza di San Giovanni in Laterano uppfördes 1634–1640 efter ritningar av Giacomo Mola och Carlo Rainaldi. På 1650-talet ritade Giovanni Antonio de Rossi ett kvinnosjukhus, Ospedale delle Donne, vilket numera är mödravårdsavdelning.

## Bilder

Byggnader vid Via Merulana
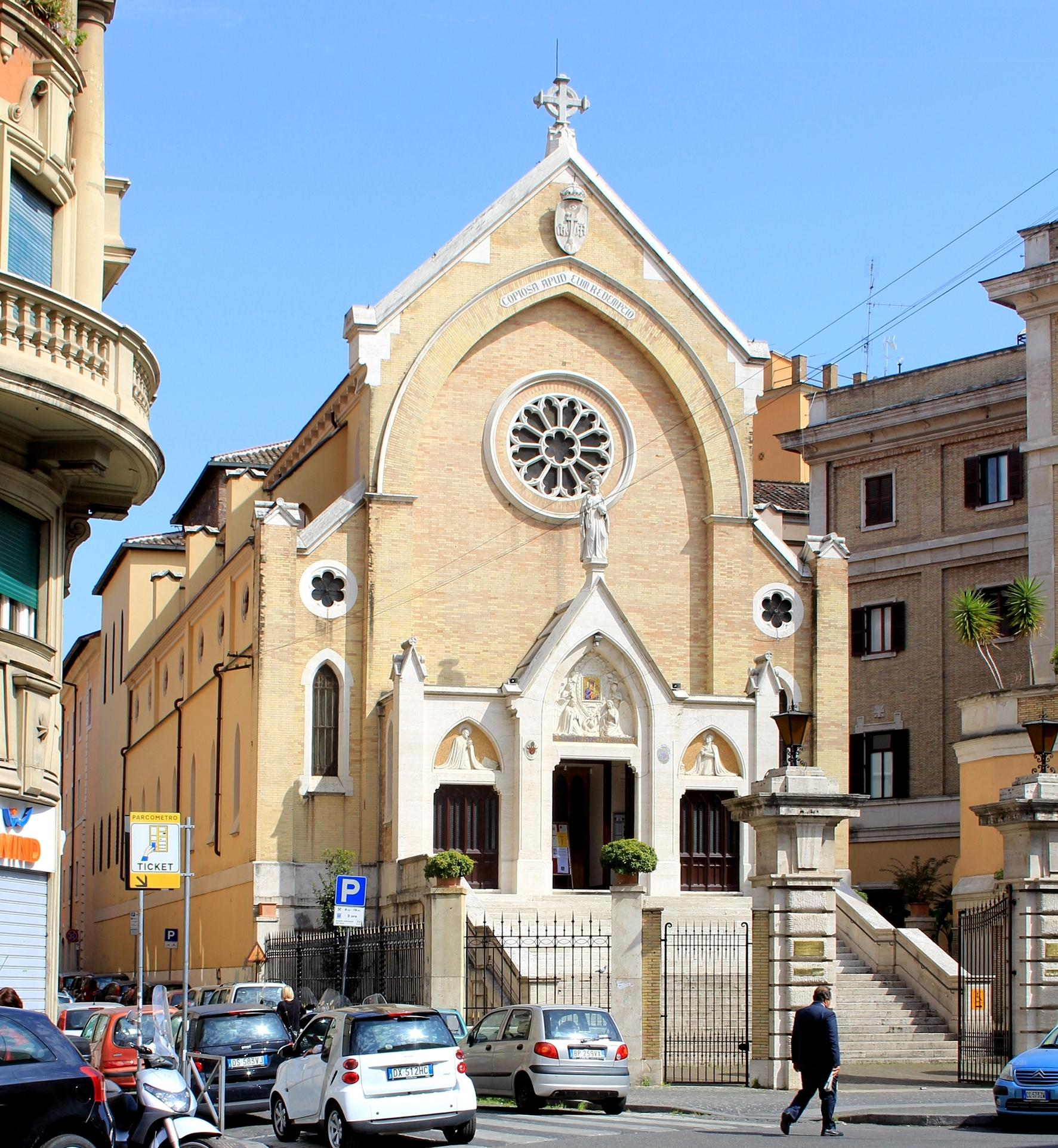
Sant'Alfonso all'Esquilino.
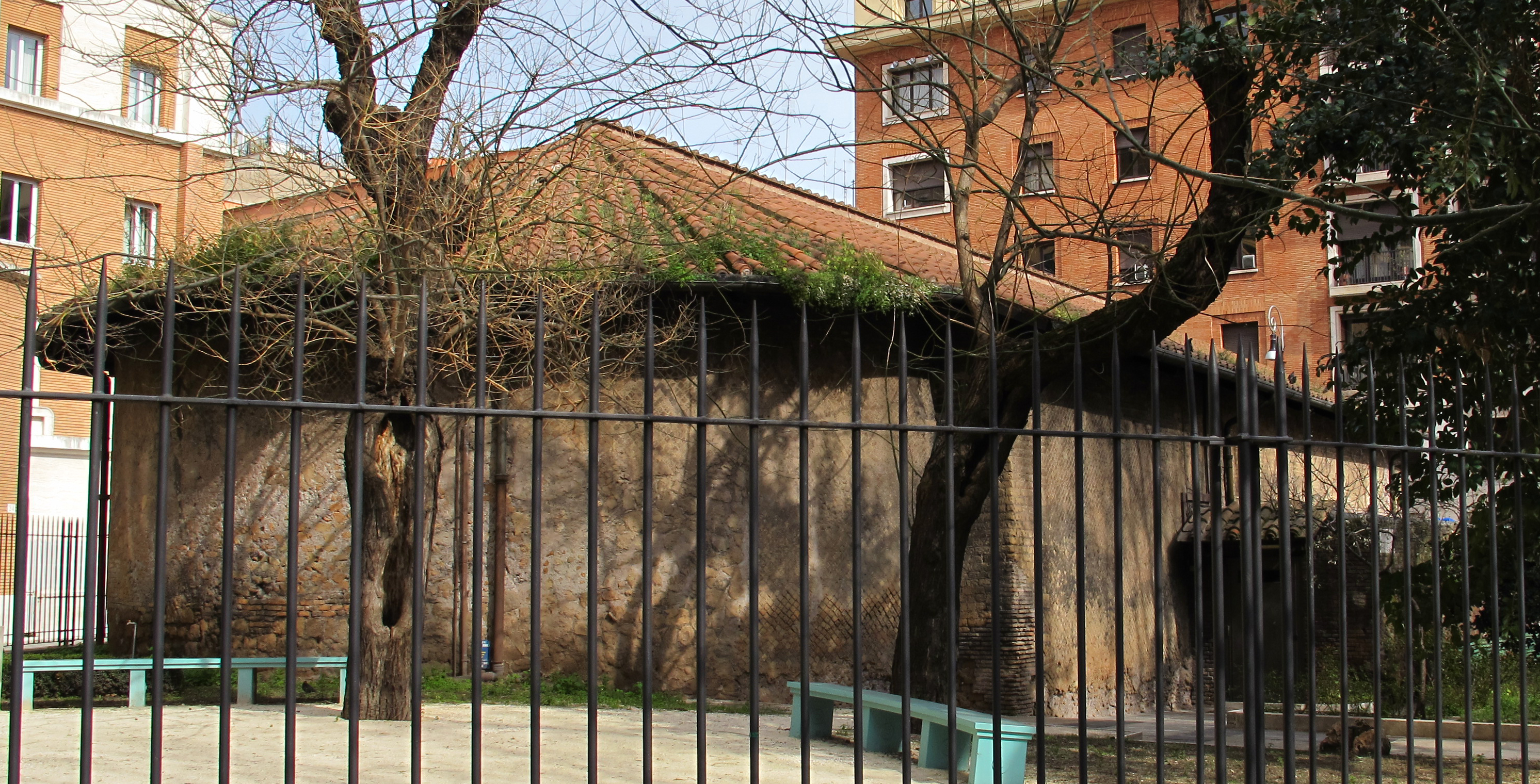
Maecenas auditorium.
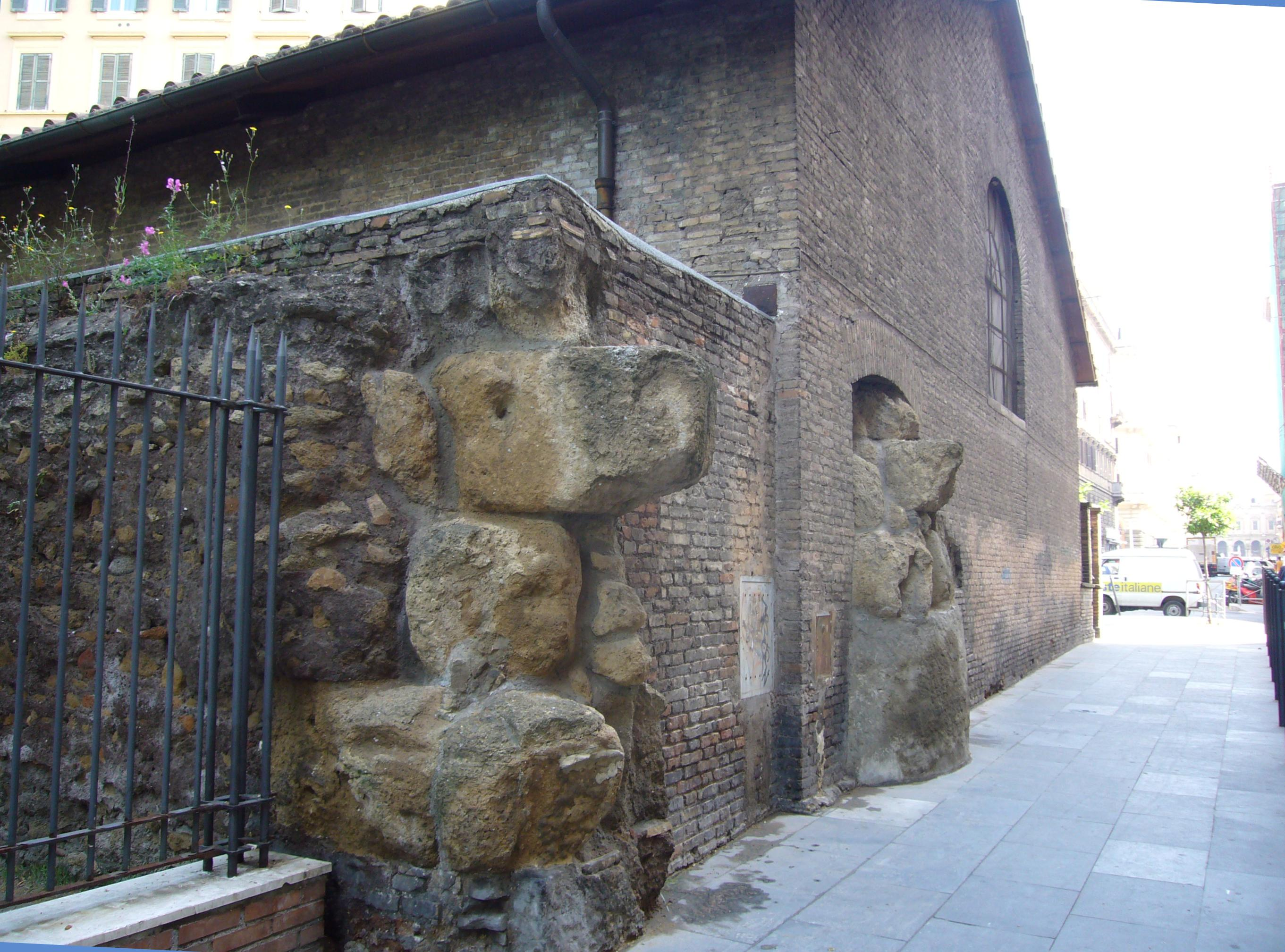
Rester av den serviska stadsmuren vid Maecenas auditorium.
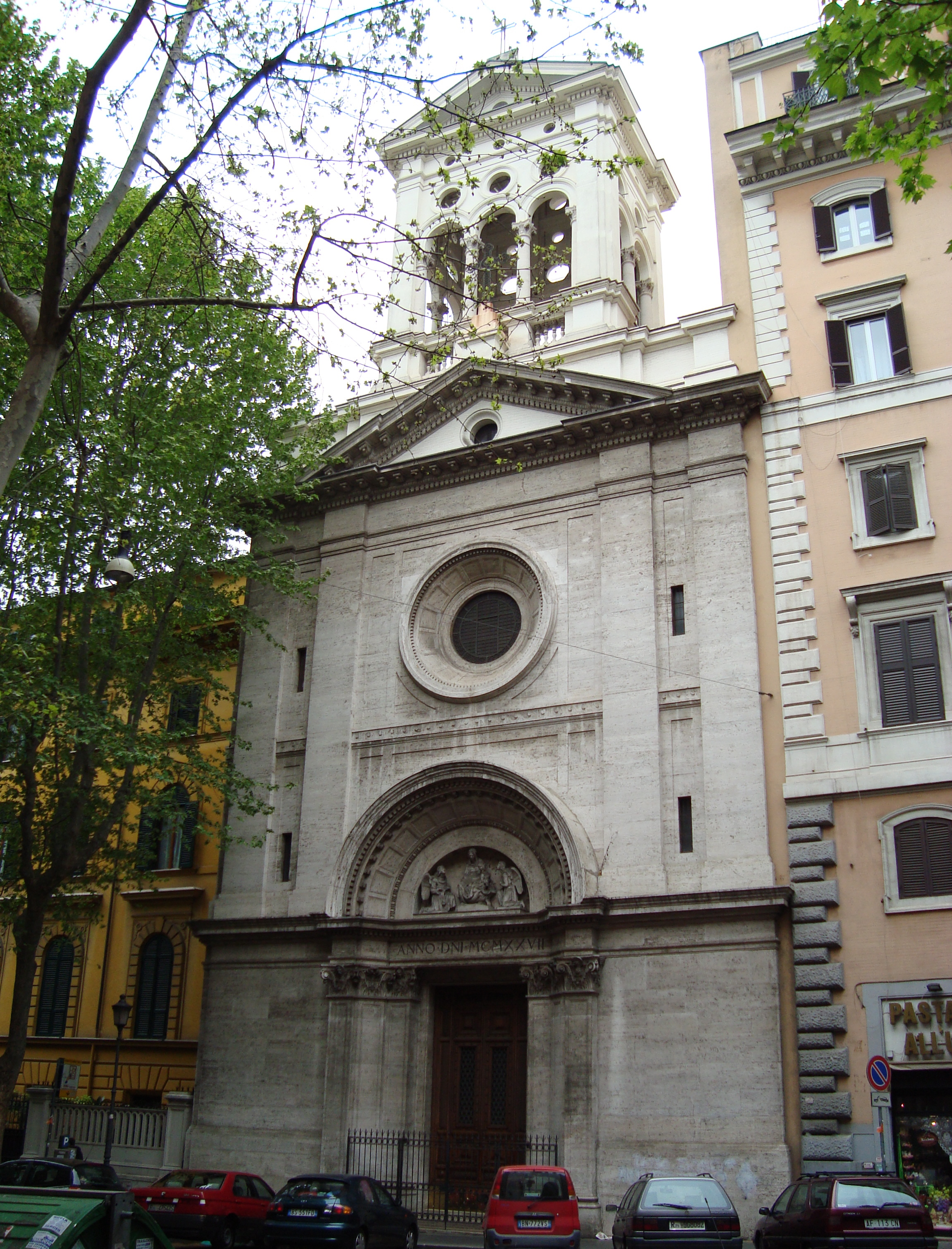
Sant'Anna.
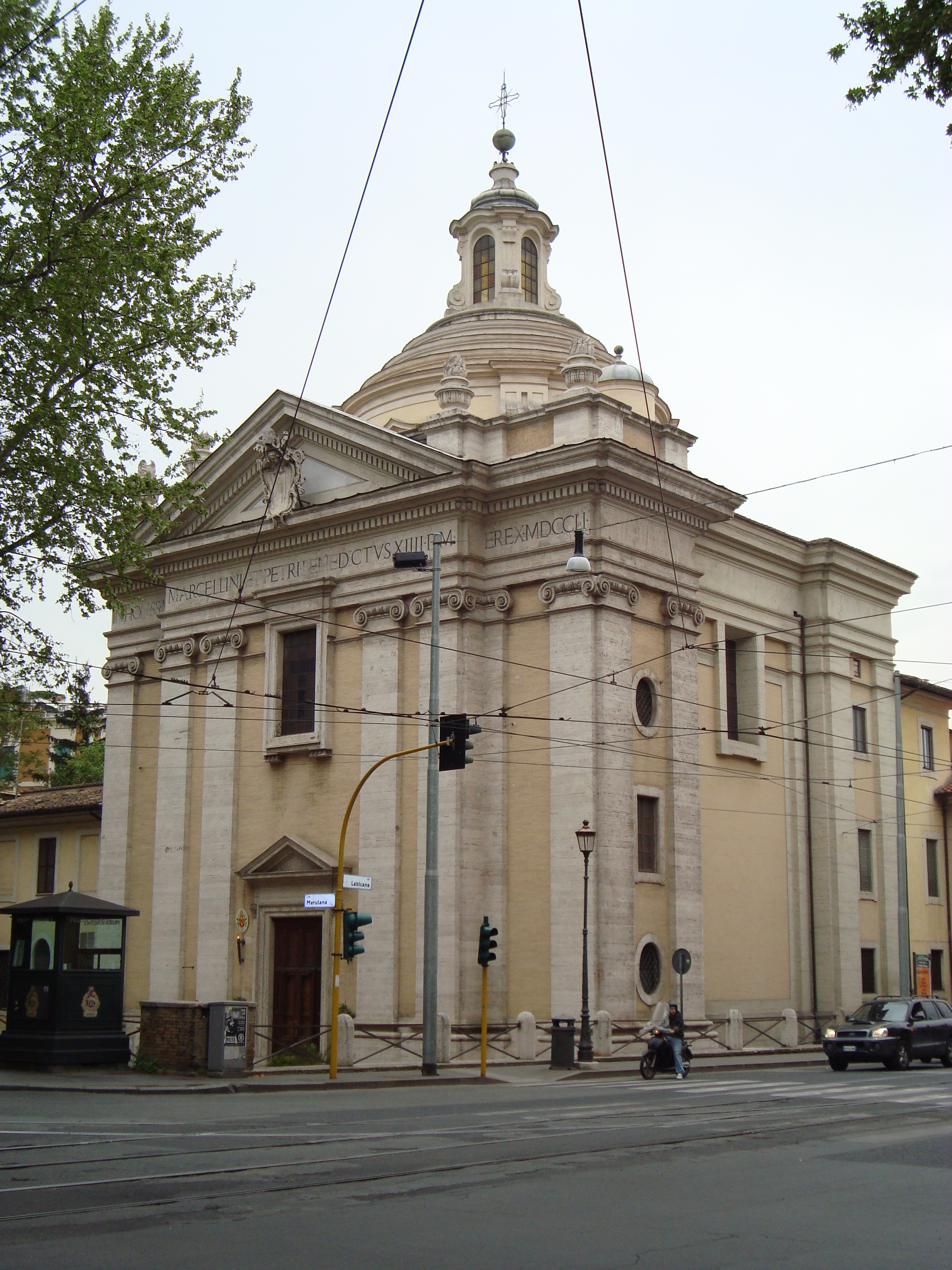
Santi Marcellino e Pietro.
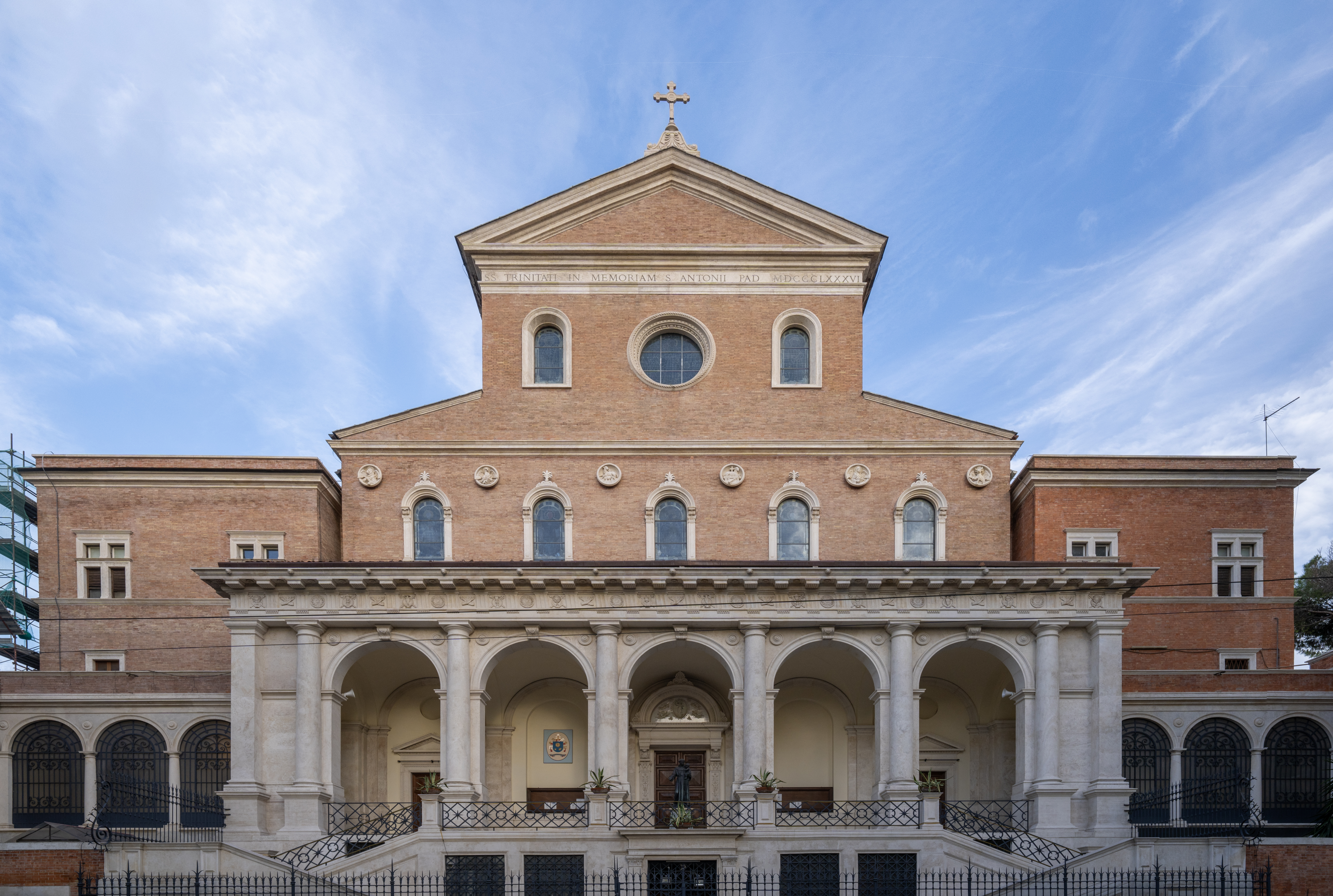
Sant'Antonio da Padova.
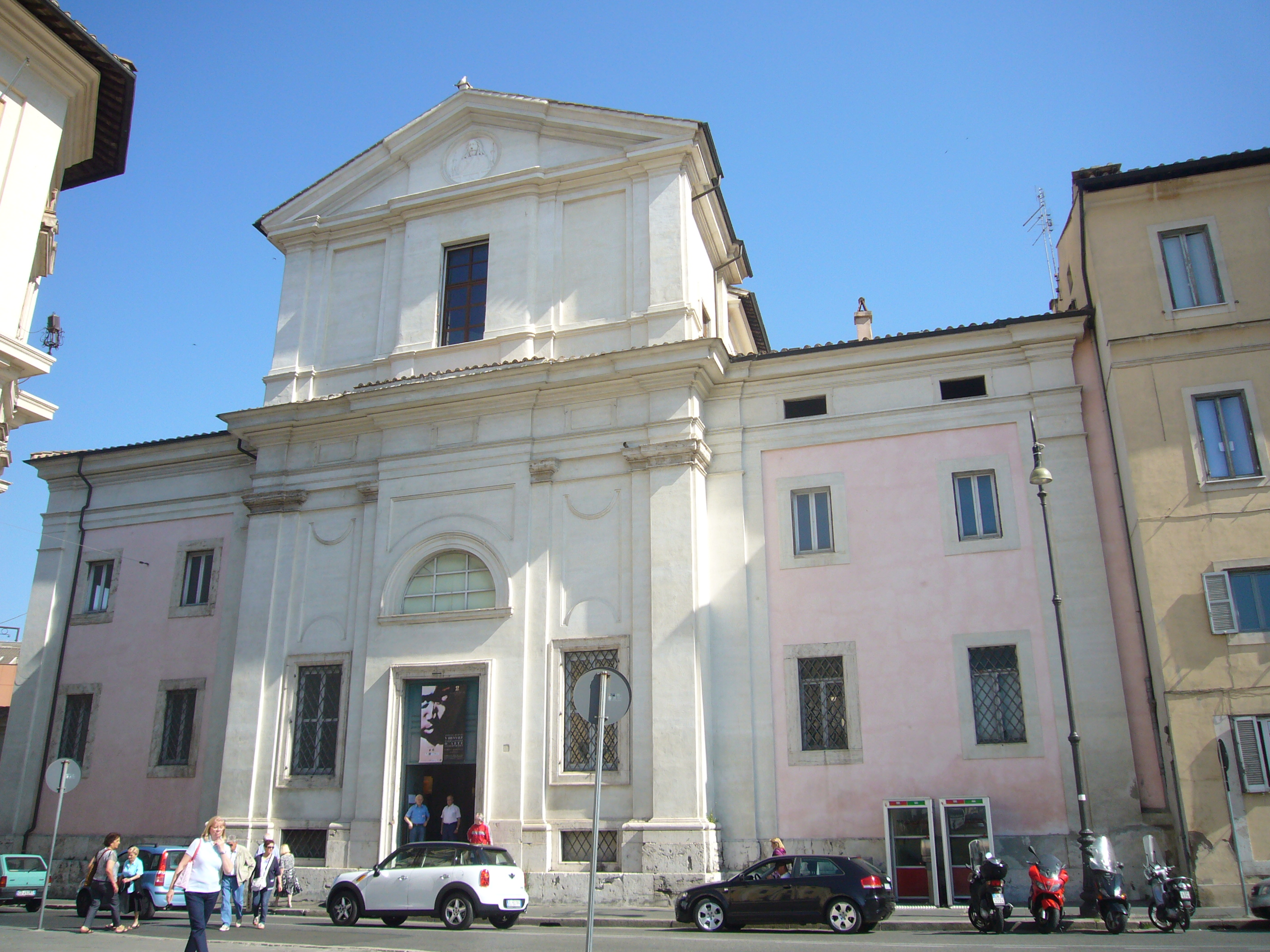
Ospedale delle Donne.
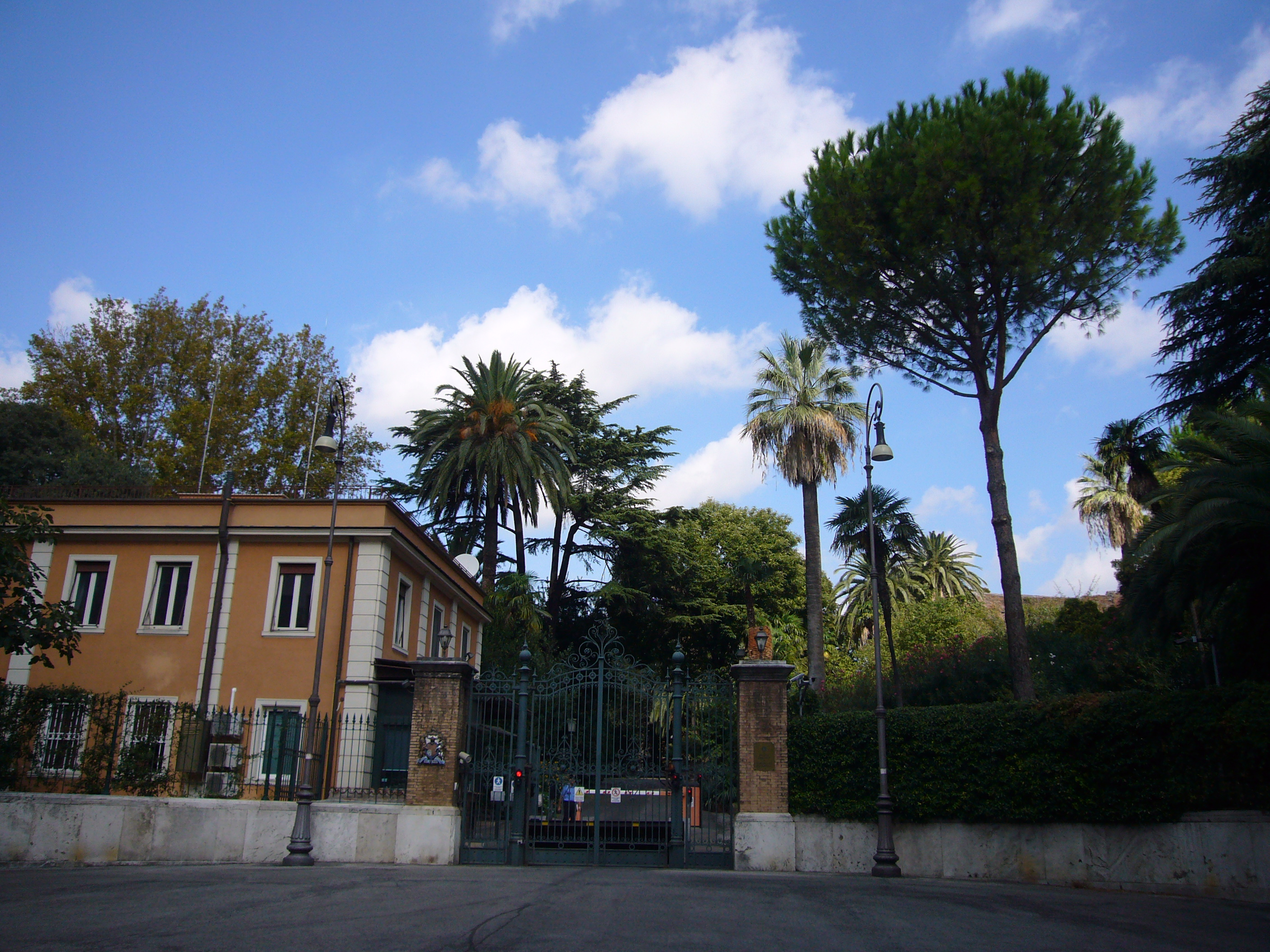
Entrén till Villa Wolkonsky.
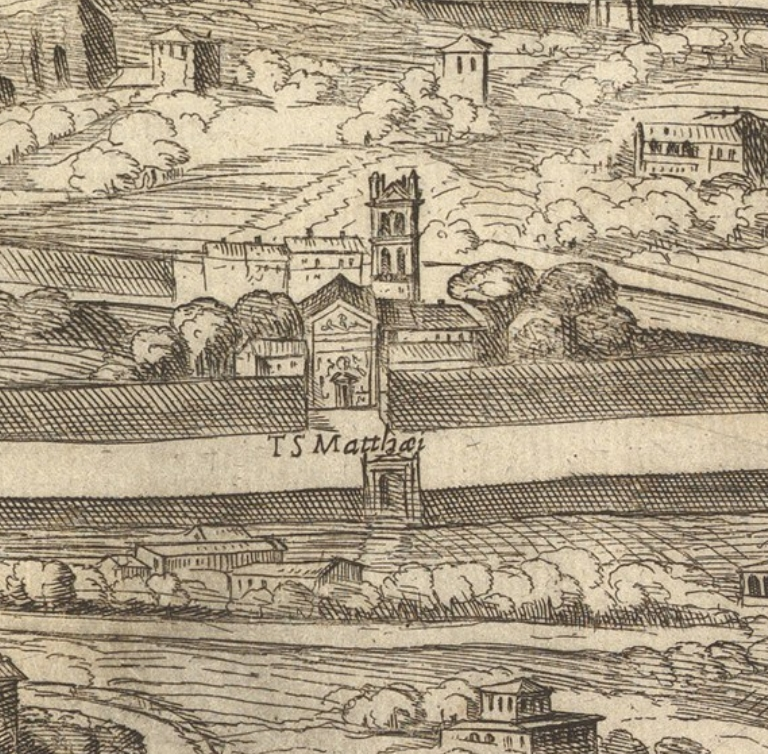
Kyrkan San Matteo in Merulana (T[emplum] S[ancti] Matthæi) på Antonio Tempestas vy över Rom från år 1593.